# Ulrichen
Ulrichen foi uma comuna da Suíça, no Cantão Valais, com cerca de 244 habitantes. Estendia-se por uma área de 44,4 km², de densidade populacional de 5 hab/km². Confinava com as seguintes comunas: Bedretto (TI), Formazza (IT-VB), Guttannen (BE), Münster-Geschinen, Obergesteln, Oberwald, Reckingen-Gluringen. 
A língua oficial nesta comuna era o Alemão.

## História
Em 1 de janeiro de 2009, passou a formar parte da nova comuna de Obergoms.